# أمير هادزياهميتوفيتش
أمير هادزياهميتوفيتش (مواليد 8 مارس 1997) هو لاعب كرة قدم بوسني يلعب في مركز خط الوسط في نادي قونيا سبور.

## روابط خارجية
- أمير هادزياهميتوفيتش على موقع الاتحاد الدولي (مؤرشف)  (الإنجليزية)
- أمير هادزياهميتوفيتش على موقع الاتحاد الأوربي (الإنجليزية)
- أمير هادزياهميتوفيتش على موقع اتحاد تركيا (لاعب) (الإنجليزية)
- أمير هادزياهميتوفيتش على موقع قاعدة بيانات كرة القدم.إي يو (الإنجليزية)
- أمير هادزياهميتوفيتش على موقع ناشيونال فوتبول تيمز (الإنجليزية)
- أمير هادزياهميتوفيتش على موقع Soccerway.com (الإنجليزية)
- أمير هادزياهميتوفيتش على موقع عالم كرة القدم.نت (الإنجليزية)
- أمير هادزياهميتوفيتش على موقع AS.com (الإسبانية)